# 注册测绘师
注册测绘师 （英語：Registered Surveyor），是通过注册测绘师考试取得《中华人民共和国注册测绘师资格证书》，并依法注册后，从事测绘活动的专业技术人员的称谓。2007年1月24日中华人民共和国建立注册测绘师制度，鉴于目前注册测绘师人数过少，截至2014年1月年尚未在企业中全面实行。

## 考试时间
考试每年举行一次，一般是每年9月；考试分3个半天时间进行，《测绘综合能力》、《测绘管理与法律法规》2个科目的考试时间均为2.5小时，《测绘案例分析》科目的考试时间为3小时。
- 2011年4月16日、17日，
- 2012年9月22日、23日，
- 2013年9月14日、15日，
- 2014年9月13日、14日。

## 考试科目
- 《测绘综合能力》

包括大地测量、工程测量、摄影测量与遥感、地图编制、地理信息系统工程、地籍测绘、界线测绘、房产测绘、测绘航空摄影、海洋测绘十个部分。
- 《测绘管理与法律法规》

包括测绘法律法规、测绘项目管理两个部分。
- 《测绘案例分析》

## 考试人数
2011年，首次注册测绘师资格考试报名人数达32307人。
2012年，共有26143人通过审核，可以进入注册测绘师资格考试考试。

## 合格标准
考试成绩在一个考试年度内全部合格。2011年、2012年三科合格分数线均为72分；2013年，《测绘综合能力》68分，《测绘管理与法律法规》65分，《测绘案例分析》72分为合格分数线。

## 通过人数
- 2009年，通过《注册测绘师资格考核认定办法》[5]产生了第一批注册测绘师，共633人[6]。
- 2011年，通过第一届注册测绘师考试产生了3147人。
- 2012年，通过全国注册测绘师资格考试的人数为2451人。
- 2013年，通过人数尚未公布。